# Humoristinhas
Humoristinhas é uma programa de talentos infantis, que busca o "maior menor comediante do Brasil", exibido pelo canal por assinatura Multishow. Apresentado por Eduardo Sterblitch, a atração conta com uma bancada de jurados fixa, composta por Fernanda Souza, Titi Müller e Gabriel Louchard.
A primeira temporada tem previsão de estreia para setembro de 2017 programa.

## Produção

### 1ª temporada
Conhecido por investir no humor, o Multishow anunciou, em fevereiro de 2017, um novo programa dedicado aos talentos infantis. O canal por assinatura abriu inscrições e convocou crianças de talentosas e desinibidas, com idade entre 7 e 11 anos, capazes de contar piadas, atuar, cantar, fazer mímica, mágicas entre outros talentos.
Com apresentação de Eduardo Sterblitch, Humoristinhas conta com uma bancada fixa de jurados, composta por Fernanda Souza, Titi Müller e Gabriel Louchard. A temporada também contou com participações como Larissa Manoela, Simone Gutierrez e Marcelo Marrom.

As gravações começaram no dia 24 de abril e 24 crianças foram selecionadas pela produção, assinada pela Floresta. A previsão de estreia da primeira temporada é setembro de 2017. A grande vencedora do primeiro programa foi a humoristinha Manuela Aidar.